# West Union (New York)
Pour les articles homonymes, voir West Union.
West Union est une ville du comté de Steuben, dans l'État de New York, aux États-Unis,. En 2020, elle comptait une population de 343 habitants.

## Démographie
Lors du recensement de 2010, la ville comptait une population de 312 habitants, tandis qu'en 2020, elle s'élève à 343 habitants.